# チャールズ・オーウェン・ウォーターハウス

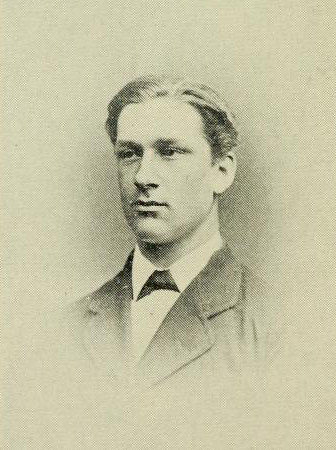
チャールズ・オーウェン・ウォーターハウス

チャールズ・オーウェン・ウォーターハウス（Charles Owen Waterhouse ISO、1843年6月19日 - 1917年2月4日）はイギリスの昆虫学者である。甲虫類の分類を専門とした。

## 略歴
ロンドン自然史博物館のアシスタント・キーパーとして働いた。フレデリク・ゴドマン、オズバート・サルヴィンが編集した52巻の中央アメリカの博物学事典 "Biologia Centrali-Americana" (1879–1915)のタマムシ上科（Buprestoidea）の章を執筆し、博物館に集められた、世界中の甲虫に関して多くの論文を執筆し、数百の新種を記載した。
王立昆虫学会の会長(1907-1908)を務め、1910年に帝国功績勲章(Imperial Service Order) を受勲した。
記載したタクソンには、コガネムシ科のBrachysiderus 属、Dicellachilus 属、タマムシ科のChalcangium 属、カミキリムシ科のPathocerus 属などがある。